# Alexander Kanengoni
Alexander Kanengoni (1951-12 de abril de 2016) fue un escritor zimbabuense, miembro del Ejército Africano para la Liberación Nacional de Zimbabue y graduado en el Kutama College.

## Publicaciones
- Effortless Tears, Academic Books, 1993
- Echoing Silences, Heinemann, 1988
- When the Rainbird Cries, Longman, 1988